# Кабинет министров
Кабине́т мини́стров — высший орган исполнительной власти, осуществляющий административно-распорядительные функции в сфере государственного управления.

## История
Ранее в конституционных государствах назывался просто «кабинет» (кабинет министров), и представлял собой то же, что и совет министров. Кабинет был связан солидарной деятельностью своих членов. Во главе кабинета находился первый министр, дающий общее направление политике правительства (отсюда название: лондонский кабинет вместо английское правительство). В парламентарных государствах кабинет (кабинет министров) был ответственен перед народным представительством (парламентом), и выходил в отставку, в случае выражения ему недоверия народным представительством (парламентом). В Российской империи о Кабинете как органе управления в некоторой степени можно говорить с 17 октября 1905 года.
В ряде государств и стран высший орган исполнительной власти может иметь другое название например, в Союзе ССР — Совет Министров, до января 1991 года, позже Кабинет Министров Союза Советских Социалистических Республик.
КМ является коллегиальным органом. Коллегия кабинета министров состоит из министров, возглавляющих отраслевые министерства. Основные, наиболее важные государственные решения принимаются на совете министров путём прямого голосования. Нормативно правовые акты принимаются постановлениями кабинета министров, подписанными Премьер-министром.
Согласно теории государства и права, государственная власть имеет три ветви:
- законодательную;
- исполнительную;
- судебную.

Именно исполнительной властью и является кабинет министров, по сути своей представляющий правительство государства и страны, действующего в рамках законодательных актов, принятых высшим законодательным органом (парламент, сенат, совет народных депутатов, конгресс, кнессет, меджлис и так далее).

## Функции
Каждое государство на законодательном уровне закрепляет определённые функции за Кабинетом министров. В то же время можно выделить основные функции, присущие в целом высшему исполнительному органу, это регулирование отношений в сферах:
- внешней политики;
- внутренней политики;
- государственной и национальной безопасности;
- национальной обороны и военной политики;
- социальной политики.
- экономической политики;